# براد بادغر
براد بادغر (بالإنجليزية: Brad Badger)‏ هو لاعب كرة قدم أمريكية أمريكي، ولد في 11 يناير 1975 في كورفاليس في الولايات المتحدة.

## وصلات خارجية
- براد بادغر على موقع مرجع كرة القدم المحترفة.كوم (الإنجليزية)